# Úředně ověřený podpis
Úředně ověřený podpis (proces se nazývá někdy jen legalizace) je podpis, jehož pravost na listině je ověřena (neboli legalizována) správním orgánem. Legalizací, tedy úředním ověřováním podpisu, se proto nepotvrzuje správnost ani pravdivost údajů uvedených v listině ani jejich soulad s právními předpisy. Úřední orgán ověřuje pravost tak, že se před ním listinu příslušná fyzická osoba vlastnoručně podepíše (případně před tímto orgánem uzná podpis na listině za svůj vlastní) a orgán ověří její totožnost. Právní předpisy státu nebo jiného správního celku určují, pro které právní úkony a jiné situace je použití úředně ověřeného podpisu povinné a které orgány ověření provádějí.
Pro ověření skutečnosti, že opis nebo kopie listiny se doslova shoduje s jejím originálem se používá vidimace. V případě, že je nutné listinu použít v zahraničí, pak se k jejímu ověření využívá superlegalizace, pokud mezinárodní smlouva nebo jiný právní předpis nestanoví zjednodušený právní režim.

## Česká republika
V České republice provádějí úřední ověření podpisu na základě zákona o ověřování tyto orgány:
- krajské úřady,
- obecní úřady, úřady městských částí nebo městských obvodů územně členěných statutárních měst a úřady městských částí hlavního města Prahy, jejichž seznam stanoví vyhláška č. 36/2006 Sb.,[3]
- újezdní úřady,
- držitelé poštovní licence (např. Česká pošta, s.p.[4]),
- Hospodářská komora ČR.

Dále, na základě jiných právních předpisů, ověřování též provádí:
- notáři,[5]
- advokáti[6]
- kapitáni plavidel České republiky,[7]
- konzulární a zastupitelské úřady České republiky v zahraničí.[8]

### Úřední ověřování podpisu
Legalizaci lze provést pouze u listin v českém nebo slovenském jazyce (v jiných jazycích jen v případě, že je k dispozici úředně ověřený překlad). Legalizace probíhá tak, že se žádající osoba před ověřující osobou na listinu vlastnoručně podepíše nebo podpis na listině uzná za svůj vlastní. Pokud žadatel nemůže číst nebo psát, provede se legalizace za účasti dvou svědků. Legalizace se na listině označí ověřovací doložkou a úředním razítkem. O legalizaci se provede záznam do ověřovací knihy.
Legalizaci může za příslušný orgán provádět pouze osoba, která splňuje kvalifikační podmínky určené zákonem. Těmito kvalifikačními podmínkami jsou zvláštní odborná způsobilost pro výkon správních činností při správě matrik a státního občanství, odborná způsobilost matrikáře nebo složení zkoušky.
Advokát může provést ověření podpisu na žádost podepisující se osoby, pokud tato osoba před ním listinu vlastnoručně podepíše nebo nebo elektronický podpis na dokumentu uznala za vlastní. Prohlášení advokáta má stejné účinky jako úřední ověření podpisu. Ověřování musí advokát provádět osobně, případně tímto úkonem může pověřit koncipienta.
Vůči orgánům veřejné moci lze k témuž účelu použít také datovou schránku, ne však v případě, že se jedná o společný úkon více osob.

### Příklady použití úředně ověřeného podpisu
Zákony stanoví, kdy je použití úředně ověřeného podpisů povinné pro platnost určitého úkonu. Mezi takové úkony patří například:
- zápis do veřejného rejstříku[10]
- vznik, změna, zrušení nebo zánik obchodní společnosti[11]
- dohody o úpravě majetkových poměrů, bydlení a výživného před nesporným rozvodem[12]
- žádost o zřízení datové schránky[13]